# Либърти Хайтс
„Либърт Хайтс“ (на английски: Liberty Heights) е американска трагикомедия от 1999 г., по сценарий и режисурата на Бари Левинсън. Във филма участват Ейдриън Броуди, Бебе Нюйвърт и Джо Мантеня.
Това е четвъртият филм от тетралогията на Левинсън „Балтимор Филмс“, който се развива в родния град през 1940-те до 1960-те години: „Ресторант“ (1982), „Тенекиените хора“ (1987) и „Авалон“ (1990).